# Old Hurst
Old Hurst est une paroisse civile et un village du Cambridgeshire, en Angleterre.